# Екселсіор-Спрінгс (Міссурі)
Екселсіор-Спрінгс (англ. Excelsior Springs) — місто (англ. city) в США, в округах Клей і Рей штату Міссурі. Населення — 10 553 особи (2020).

## Географія
Екселсіор-Спрінгс розташований за координатами 39°20′25″ пн. ш. 94°14′18″ зх. д. / 39.34028° пн. ш. 94.23833° зх. д. (39.340226, -94.238292).  За даними Бюро перепису населення США в 2010 році місто мало площу 27,05 км², з яких 27,00 км² — суходіл та 0,05 км² — водойми.

## Демографія
Згідно з переписом 2010 року, у місті мешкали 11 084 особи в 4278 домогосподарствах у складі 2836 родин. Густота населення становила 410 осіб/км².  Було 4771 помешкання (176/км²).
Расовий склад населення:
| - 92,6 % — білих - 2,8 % — чорних або афроамериканців - 0,7 % — корінних американців - 0,5 % — азіатів - 0,1 % — вихідців з тихоокеанських островів |

До двох чи більше рас належало 2,4 %. Частка іспаномовних становила 3,3 % від усіх жителів.
За віковим діапазоном населення розподілялося таким чином: 24,9 % — особи молодші 18 років, 60,2 % — особи у віці 18—64 років, 14,9 % — особи у віці 65 років та старші. Медіана віку мешканця становила 36,6 року. На 100 осіб жіночої статі у місті припадало 93,3 чоловіків;  на 100 жінок у віці від 18 років та старших — 90,7 чоловіків також старших 18 років.
Середній дохід на одне домашнє господарство  становив 53 965 доларів США (медіана — 50 051), а середній дохід на одну сім'ю — 61 575 доларів (медіана — 55 000). Медіана доходів становила 37 984 долари для чоловіків та 30 628 доларів для жінок. За межею бідності перебувало 15,7 % осіб, у тому числі 15,6 % дітей у віці до 18 років та 4,9 % осіб у віці 65 років та старших.
Цивільне працевлаштоване населення становило 5237 осіб. Основні галузі зайнятості: освіта, охорона здоров'я та соціальна допомога — 22,1 %, виробництво — 18,0 %, мистецтво, розваги та відпочинок — 14,4 %.